# RGS7
RGS7‏ (Regulator of G-protein-signaling 7) هوَ بروتين يُشَفر بواسطة جين RGS7 في الإنسان.